# Plutonia machadoi
Plutonia machadoi is een slakkensoort uit de familie van de Vitrinidae. De wetenschappelijke naam van de soort is voor het eerst geldig gepubliceerd in 1990 door Ibanez & Alonso.